# 音楽戦士 MUSIC FIGHTER
『音楽戦士 MUSIC FIGHTER』（おんがくせんし ミュージックファイター） は、2004年10月8日から2010年3月26日まで日本テレビ系列（一部地域除く）他で深夜に放送された音楽バラエティ番組である。

## 概要
『AX MUSIC-TV』の後継番組にあたる番組。基本はゲストアーティストを1組（2009年4月以降からは2組）呼びトークを行うが、その内容はゲストアーティストによって変わる。
放送時間は2009年10月2日からは毎週金曜 24:30 - 25:25となった。
2010年3月26日を以て終了。後番組は『ハッピーMusic』。

## 出演者
- 青木さやか（2010年2月19日より産休）
  - 杉上佐智枝アナウンサー（青木の産休代理、2010年2月19日より出演）
- キングコング（西野亮廣・梶原雄太）
- 新谷保志アナウンサー（ナレーション。ただし番組公式サイト内での紹介はなし。新谷アナウンサーの代わりに矢島学アナウンサーや森圭介アナウンサーが担当する回もある）

### 過去
- レニー・ハート（ナレーション。2008年10月3日まで）
- 宮﨑宣子アナウンサー（アシスタント、2005年10月7日まで）
- シーモネーター 改め SEAMO（準レギュラー、2005年春頃まで）
- 工藤里紗（準レギュラー、2005年春頃まで）
- はなわ（同上）
- アユミ（現在のICONIQ、当時はSugarのメンバー、2006年3月まで）
- 青木専属イケメンアシスタント（2005年10月14日〜2006年3月）
  - 安藤亮司
  - 和田正人
  - 野久保直樹

## 番組コーナー

### メインコーナーの変遷
開始〜2004年12月
「夜の宣伝会議」と銘打ち、レコード会社のプロモーター十数名（番組では「音楽戦士」と呼ぶ）と共に、不況で冷え込んだ音楽業界を盛り上げるアイデアを討論した。宣伝会議というシチュエーション上、当初は青木=部長役、宮﨑アナ=秘書役という設定で、議事進行は主にキングコングが担当した。
2008年1月4日の放送では、新春特別企画として3年ぶりに「夜の宣伝会議」が復活した。内容は、音楽業界を盛り上げるアイディアをレコード会社のプロモーター達が出し合うコーナーと、各社の所属アーティスト対抗によるクイズバトルコーナーだった。
2005年1月〜3月18日
この時期から比較的オーソドックスな音楽バラエティ番組に様変わりした。メインコーナーは「青木部長の部屋」となり、青木・キングコング・宮﨑アナがゲスト1組を招いてトークを行う。ここではゲストの手土産を紹介し、街頭イメージ調査や年表などを基にトークを進めた。
2005年3月25日〜2006年3月
スタジオトークのコーナータイトルが消滅し、観覧客を入れる形に変わった。この観覧客は、ゲストアーティストの所属事務所がファンクラブ会員やアーティスト公式サイト訪問者限定で募集している。
同時にセットを全面リニューアルした。リニューアルしたセットにある背景のイラストは西野が担当した。
たまに、スタジオトークの代わりに青木・キングコング・ゲストがロケに出る企画が放映される事もある。
2005年12月16日の回より、不定期にスタジオトーク内で青木や梶原がゲストを喜ばせる趣向をプレゼンしあう企画「○○（ゲスト）をハネさせた〜い!!」が行われる様になった。また、2006年3月3日の回より不定期にスタジオトーク内でゲストにまつわる噂の真偽を検証する企画「噂の真相（ウワサのQ）」が行われる様になった。取り上げる噂は主に視聴者から募集するが、共演者・マネージャー・スタッフがVTR出演で情報提供する事もある。
2006年4月7日〜
いくつかのコーナー入れ替えがあり、スタジオトークとスタジオライブがハイビジョン化された。この時期から青木やキングコングがメインとなる企画（後述）はほとんど行われず、ゲストが中心となった。
2006年10月20日〜
スタジオトークのセットを再びリニューアルし、前回と同様に西野がイラストを担当した。リニューアルに先立ち、2006年10月13日の放送でモノクロで描かれた原画が公開された。リニューアル予定がある事は、西野のブログや、同月6日・13日の「新入戦士 FRESH FIGHTER」コーナー（後述）で事前告知されていた。なお、2007年2月7日より、西野ブログのトップページを飾るイラストとして、この原画（スタジオセットと同じ彩色バージョン）が用いられている。
このときより、年明けの放送で、2週に分けて前年のスタジオトークの総集編を放映するようになった。
2007年2月3日放映分から、スタジオトークの前説担当者があれきさんだーおりょうに変わった。
2007年6月15日〜
スタジオトークコーナーの企画が、アーティストの略歴をまとめたVTR「3分でわかる○○」（初回のみ「2分でわかる〜」）を軸にしたものとなった。西野のブログの2007年8月5日付けエントリによると、西野自身は前々からこの様な構成にしたいという意向を持っていた様である。
2008年10月17日〜
スタジオトークコーナーのメイン企画が不定になった。たとえば、アーティストの好きなものを8つ紹介してベストを選ぶ「サイコー! LOVE決定戦 ――愛するモノから人物像がまるわかり!!」や、アーティスト自身の不満点を挙げる「オマエのここが許せないバトル」などである。ただし、まだ「3分でわかる○○」で取り上げていないアーティストがゲストのときは「3分でわかる○○」をやることもある。
2009年4月3日〜
スタジオトークコーナーのトークテーマについて、ゲストのアーティスト自身が「今一番語りたいテーマ」を持ち込むことになった。また、これまでスタジオトークコーナーはゲスト1組の1セッションだったが、ゲスト2組が別々に1セッションずつ（合わせて2セッション）という形に変わった。
従来はスタジオトークとライブを別の曜日に収録していたが、同じ曜日にまとめて収録する形に変わった。また、このリニューアルに伴い、スタジオトーク収録に観覧客を入れなくなった。
2010年2月19日〜
青木が産休に入る。代理で杉上佐智枝アナウンサーが出演。

### その他のコーナー
スタジオライブ
上記コーナーの合間に別収録のスタジオライブが流れる。チャート上位に入るトップアーティストの新曲から注目の新人アーティストまで幅広く出演。ここでのライブ映像が「速報!歌の大辞テン」「ミンナのテレビ」など他の番組で流用される事もあった。
明るいニュース
不況の音楽業界を盛り上げる明るいニュースだけを紹介する。実態はアーティストの新曲PRや近況報告。「明るいオリコンチャート」と題し、オリコンシングルチャートTOP10を発表していた時期もある。
当初は「夜の宣伝会議」のスタジオでキングコング梶原雄太と宮﨑秘書が進行を担当した。地元密着型アーティストの紹介や音楽業界を盛り上げるアイデアの提案などがあったが、次第にアーティストのコメント映像のみとなった。
2005年1月頃「夜の宣伝会議」の廃止と共にコーナー進行役が不在になった。
2005年4月1日の回から、キャスターとしてアユミ（Sugar）が進行を担当した（ただし9月23・30日の回は進行役なし）。アーティストはスタジオライブの前に、ニュース番組のレポーター風に明るいニュースを読み上げる。
2005年9月23日の回からオリコンチャートがランキング表形式になり、チャート発表の合間に「明日つかえるオリコンチャート」と称してランクインした楽曲やアーティストに関する豆知識が紹介される様になった。
2006年4月7日の回から再び進行役が不在になる。アーティストがニュース番組のレポーター風に明るいニュースを読み上げる形式は変わらず。また、オリコンチャートのコーナーがなくなった。
2008年1月5日の回では、進行役のいないVTR形式に加え、「夜の宣伝会議」復活企画の一環として3年ぶりにキングコング梶原と宮﨑秘書の進行による「明るいニュース」も放送された。
新入戦士 FRESH FIGHTER
インディーズで活躍するアーティストや、メジャーデビューしたばかりのアーティストを紹介するコーナー。スタジオで青木さやかとキングコングが進行し、取り上げるアーティストの紹介VTRとライブ映像を流す。2006年4月7日の回からスタート。当初の約2ヶ月は紹介されたアーティストが司会者陣にクイズを出したり質問を投げかけたりという趣向があった。同年8月頃からそのアーティストの紹介者もVTRに登場するようになった。
2007年12月と2008年1月はコーナーがなかったが、同年2月1日の回より復活した。
2008年10月より、コーナー冒頭で「今月のラインアップ」と称して、その月に当コーナーで取り上げるアーティストを一覧表示するようになった。
サビNAVI
一般的に「POWER PLAY」と呼ばれるコーナー。注目の新曲10曲（初回〜2006年8月25日の回は6曲、9月1日〜10月28日の回では7曲、11月4日〜2008年9月26日の回では8曲）を取り上げ、プロモーションビデオのサビ部分を流す。「夜の宣伝会議」があった時期には、音楽戦士達が勤める各レコード会社一押しの曲について、プロモーションビデオを流すコーナーもあった。

### 過去のコーナー
2005年の「さくら」を発掘
ブレーク前のアーティストの春や卒業をテーマにした楽曲の中から青木と梶原が1曲ずつを選び、それぞれが考えたプロモーション企画を進める。青木はLes.R『卒業』のプロモーションビデオを監督し、梶原はJINDOU『春のうた』の卒業式ライブを計画。西野の母校・川西緑台高校（卒業生に西野の弟がいる）で実施した。
関西ロックサミット
梶原がSHIBUYA-AXを勝手に押さえた事から始まり、売り出し中の関西のロックバンドを集めたイベントを2005年3月に開催する事が決定。選抜された3バンドが観客へのプレゼントを集めるため大物アーティストを訪問する企画が放送された。
ジモラッパー
シーモネーターと工藤里紗の案内で、各地方で活躍するラッパーを毎週1組、そのラッパーが地元を取り上げた曲と共に紹介する。この模様は宣伝会議場でVTRで流れる。
当初「音楽業界 明るいニュース」の1コーナーだったが、ほどなくして単独コーナーとなった。2005年1月7日を最後に事実上終了した。
青木さやかの踊る音楽ニュース
スタジオライブの直前に流れるミニコーナー。ダンサー2名を従え、青木がダンス（ヒップホップ、ジャズダンスなど）を踊りながらリズムに乗せて、すぐ後にスタジオライブで演奏する曲を紹介する。2006年12月22日の回からスタートしたが2007年3月で事実上終了。2008年1月4日の放送で「夜の宣伝会議」復活企画の一環としてトークスタジオ内で復活した。なお、三枝夕夏 IN dbの『雲に乗って』を紹介した際には、最終的に笑われてしまった。
K-POP大図鑑
アユミが毎回ロケで韓国のアーティストを紹介し、その素顔を激写するコーナー（アユミ不在で普通のインタビューが行われた事もある）。2005年8月〜12月に不定期で放送されていたコーナー。

### MCメインのVTR企画
ゲストのミュージシャン紹介を前面に出したコーナーが多いが、たまにMC陣が中心となる企画VTRが放送される事がある。
ミュージックファイターファイターズ
番組開始当初、音楽業界をお手伝いしたいという趣旨で、キングコングがアーティストを訪問して様々な企画を実施していた。
- THE ALFEEのライブのローディーを務める。スタッフから「アーティスト・観客にバレないように」と命じられていたものの、すぐキングコングと気付かれ、ステージ上で短い漫才を披露する羽目になった。
- EXILEの番組収録のADとして働く。
- DA PUMPにダンスを伝授してもらう。
- SEAMOがさだまさしの『関白宣言』をリメークするため、SEAMO・キングコング・工藤がさだの元を訪れてヒップホップの良さを伝える。
- 振付師の真島茂樹を訪問し、番組オリジナルのダンスを振り付けしてもらう。後にキングコングが松平の東京ドーム公演に参加する事に成功した。

CDデビュー企画
- 青木がL'Arc〜en〜Cielのパートチェンジバンド「P'UNK〜EN〜CIEL」に「P'UNK青木」として加入し、『Round and Round 2005』をレコーディングした。その曲を引っ提げて2004年12月に日本武道館で行われたライブイベントに出演した。同曲は2005年1月に『Killing Me』のカップリングとして発売され、オリコン週間シングルチャートで初登場1位を獲得した。
- 梶原がSEAMOとのジモラップ競作を目指し、自身の母親をテーマにした『おかん』を作詞した。
- 西野のソロデビュー企画は2005年10月に始動した。石原裕次郎やフランク永井のようなムード歌謡を歌うと宣言し、作曲・編曲家の弦哲也の指導のもと、自ら『逢いたくて五反田』を作詞・作曲した。バックコーラスの3人組「おかめシスターズ」との共演で2006年2月22日にCDリリース。弦は西野の作曲センスに太鼓判を押した。青木と同様に2005年12月25日に日本武道館で行われたL'Arc〜en〜Ciel所属事務所のライブイベントに出演した。

MCの夢企画
- 青木がミュージカル『キャッツ』に参加したいという夢をかなえるべく、劇団四季の練習生に混じって1か月間の特訓をするというもの。2007年3月9日と4月13日の回でスタジオトークコーナーの代わりに放送された。
- キングコングが後輩芸人（ロシアンモンキー・平成ノブシコブシ・イシバシハザマ・ふくろとじ）や音楽美人（音楽大学に通う女子大生や若手のクラシック奏者）と合コンバスツアーを開催した。2007年3月30日の回でスタジオトークコーナーの代わりに放送された。

キングコング梶原雄太の我が子へ捧げる曲作り
梶原が、2007年10月に生まれる自分の子供に捧げるべく、歌を自作する企画。同年9月頃から開始、同年11月時点までの模様は2008年1月25日の回でスタジオトークコーナーの代わりに特別編として放送された。それ以降の展開は放送されなかった。
青木さやかサプライズ企画「子守唄CDプレゼント」
キングコングによる持ち込みトークテーマという形で2010年2月5日に放映。スタッフがアーティスト数組をまわり、出産を控えた青木に捧げる曲を演奏してもらい（出産直後で身体が安定していないという理由から歌わなかった元ちとせを除く）、その録音をオリジナルのオムニバスCDにまとめて青木にプレゼントした。CDジャケットは西野の描きおろし。
- 協力アーティスト・演奏曲
  - つるの剛士 - 『笑顔のまんま』（BEGIN with アホナスターズのカバー）
  - ゴスペラーズ - 『Stand by Me』（ベン・E・キングのカバー）
  - 一青窈 - 『ハナミズキ』（マシコタツロウがピアノで参加）
  - 元ちとせ - 『やわらかなサイクル』（生演奏の代わりにプロモーションビデオ（地上波テレビでは初放映）が流れた）
  - 高見沢俊彦 - 『シューベルトの子守歌』（ヴォーカルなしのギター演奏）
  - w-inds. - 『This Time 〜願い〜』
  - 劇団四季 - 『メモリー』（『キャッツ』より。かつて「夢企画」として参加した）
  - 梶原 - 『純恋歌』（湘南乃風のカバー）

## 特別番組・特別編成
- 2005年9月14日（水曜日）22:00〜23:09にスペシャル番組『発表! 2005年上半期ヒットソング30 青木さやか・キングコング秋のアーティスト祭』が放送された。セットや番組構成が全く異なり、音楽戦士の特番とは銘打たれなかったが、司会者とスタッフは同じである。
- 2005年10月7日の通常放送では、放送時間の大半を使い、サザンオールスターズのニューアルバム「キラーストリート」のプロモーションが行われた。これにより「明るいニュース」「K-POP大図鑑」の2コーナーは休止となり、スタジオライブコーナーではサザンオールスターズのみが出演という形になった。
- 2007年10月26日は75分の延長放送だった。内容の大半は奥田のデビュー20周年を祝う企画で、青木さやかによる奥田民生へのインタビューロケを軸にしたもの。
- 2009年3月27日は、ゲスト出演者が全コーナー合わせて延べ6500名を超えたことを記念し、過去に放送したスタジオトークとスタジオライブの傑作選をVTRで振り返る企画が大半を占めた。この放映回で新曲のライブをしたゲストは「新入戦士」として出演したSPANK PAGEのみ。

## ネット局・放送時間
時間はすべてJST。
| 放送局 | 放送曜日・時間                       | 放送日の遅れ |
| --- | ------------------------------------ | ------------ |
| 日本テレビ(NTV・制作局) 札幌テレビ(STV) 青森放送(RAB) ミヤギテレビ(MMT) 秋田放送(ABS) 山形放送(YBC) 福島中央テレビ(FCT) テレビ新潟(TeNY) テレビ信州(TSB) 静岡第一テレビ(SDT) 北日本放送(KNB) 日本海テレビ(NKT) 山口放送(KRY) 西日本放送(RNC) 南海放送(RNB) 高知放送(RKC) 福岡放送(FBS) 長崎国際テレビ(NIB) くまもと県民テレビ(KKT) 鹿児島読売テレビ(KYT) | 金曜 24:30〜25:25                    | 同時ネット   |
| 広島テレビ(HTV) | 月曜 24:59〜25:54                    | 3日遅れ      |
| 読売テレビ(ytv) | 火曜 25:29〜26:29                    | 4日遅れ      |
| 福井放送（FBC、テレビ朝日系とのクロスネット局） | 木曜 24:29〜25:24                    | 6日遅れ      |
| テレビ金沢(KTK) | 木曜 24:59〜25:59 （「のりのり」枠） | 6日遅れ      |
| 山梨放送(YBS) | 金曜 25:20〜26:15                    | 7日遅れ      |
| 中京テレビ(CTV) | 水曜 24:59〜25:44                    | 5日遅れ      |
| 大分放送（OBS、TBS系列） | 木曜 24:29〜25:24                    | 48日遅れ     |

基本的にはNNN/NNS加盟局で放送されるが、NNN/NNS加盟局でもテレビ岩手(TVI)・四国放送(JRT)・テレビ大分（TOS、フジテレビ系列とのクロスネット局）・テレビ宮崎（UMK、フジテレビ・テレビ朝日系列とのクロスネット局。NNNのみ加盟）では放送されていない。放送地域外として、岩手県では一部地域でMMT・RAB・ABSが、徳島県ではほとんどの地域でytvが、一部地域でRNC・RNB・RKCが、宮崎県ではFBS・RNB・KKT・KYTが、沖縄県では一部でKYTがそれぞれ受信可能。

### 備考
- 「金曜ロードショー」及び「プロ野球中継」の放送時間拡大や特別番組などで放送開始時間が繰り下がる場合がある。
- 2008年4月より『フライデーTVラボ』の開始に伴いスタート時間が30分遅くなったが、同レーベルをネットしていない一部局(MMT・SDT・HTV・FBS・KKT)では裏送りの30分先行ネットか別番組で穴埋めにより同時ネットの対応となった。また、SDTなどの一部地方局では放送回線の関係からHV画質からSD画質に差し替えになっている（同レーベルと当番組を同時ネットする局にはNTVからHV回線で配信し、当番組30分先行の局にはSD回線で裏送り）。
  - 2008年10月より、30分先行ネット局は、HTVを除いて24:55スタート（同時ネット）になった。
- 2008年4月から同年12月までの間、NTV及び同時ネット局では月1回（原則、毎月第4金曜）『フライデーTVラボ』の前に『月刊サッカーアース』を放送するため、放送枠が通常より1時間以上繰り下がることがあった。2009年1月より『月刊サッカーアース』が当番組のあとに放映されることになったため、この事態は解消した。
- そして2009年10月より3年半ぶりに24:30開始となる。
- 2006年10月〜12月は、NTV及び同時ネット局で前番組『サッカーアース』が毎週10分延長して放送していたため、公式サイト上では「24:50〜25:45」と表記されているものの、実質的には25:00〜25:55が通常の放送枠となっていた。
- 2007年3月23日は、一部ネット局(NTV・STV・RAB・TeNY・CTV・ytv・HTV・RNB)にて『女子レスリング・ワールドカップ』が放送された関係で、変則的な放送体制が取られた。なお、レスリング中継を同時ネットした局（CTV以外の7局）では、当番組の放送時間が26:20〜27:15に繰り下げられた。また、レスリング中継をネットしなかった局(YBC・MMT・FCT・KNB・FBC・SDT・KRY・RKC・FBS・NIB・KKT・KYT)では、当番組は従来通りの時間に「先行放送」された。
  - CTVでは、当番組は従来通りの時間（当時は25:50〜26:45）に放送され、レスリング中継はその後に時差ネットで放送された。
- 2008年8月29日は、「金曜ロードショー・舞妓Haaaan!!!」の20分、「24時間テレビ 嵐の直前カウントダウン・最終日」の15分、「月刊サッカーアース」の60分放送された関係で、当番組の放送時間が26:30〜27:25に繰り下げられた。
- 2005年3月までは、FBSが1日遅れ、SDTが4日遅れ、TeNYが7日遅れ、KKTが8日遅れだった。なお、同時ネットへの切り替えにより、NTVで同月25日に放送された回はTeNYでは放送されなかった。
- RNBは2005年4月から一時7日遅れだった時期があった（同時ネット復帰時期は不明）。
- YBS・KTK・OBS（TBS系列）は2005年4月から放送を開始した。ただし、OBSについては2007年6月で一旦打ち切りになったものの、2008年4月よりネット復帰した。
- ytvは2006年3月まで1日遅れだったが、同年4月から一旦同時ネットになった。しかし、2007年4月6日より自社制作バラエティ番組『ブラマヨ・チュートのまる金TV』放送開始に伴い3日遅れの放送となった。その後、NTV系のバラエティ番組『業界クイズ ミニキテ!』の放送開始に伴い、同年10月より4日遅れの放送となった。
- CTVは2006年3月までは同時ネットだったが、同年4月7日より自社制作のバラエティ番組『TA☆RO』の放送開始に伴い1時間遅れの放送となった。2007年4月6日からは放送開始時間がさらに5分繰り下げられた。同年10月より『MusiG』の放送終了に伴い遅れが30分縮まった。さらに2008年4月より『サッカーアース』の放送終了に伴う『TA☆RO』の放送時間変更により再び同時ネットとなったが、2009年10月14日より水曜に移動となり、2010年1月より現在の放送日時に変更された。CTVにおけるこの番組の曜日移動は初めてである。
- NKTは金曜深夜（7日遅れ、25:20〜26:20、2006年3月まで）→月曜深夜（17日遅れ、24:31〜25:31）を経て同時ネットに移行している。また、同局については『歌スタ!!』が開始当初から金曜深夜の放送であるため（現在も金曜深夜のまま、当番組の次枠で放送）、当番組が月曜の放送だった時期は、この2番組に関して言えばネット局で唯一NTVの編成と入れ替わった形での放送となっていた。
- RNCは当初同時ネットだったが、7日遅れになった（遅れネットに変更となった時期は不明）。しかし2009年10月、再び同時ネットとなった。
- KNBは2006年9月28日まで6日遅れだった（木曜24:20〜25:15）。
- ABSは2007年4月6日から放送開始。
- FBCは2008年3月まで同時ネットだったが、『サッカーアース』の終了に伴い現在の時間に移動。本来の放送時間帯は海外ドラマ枠としている。
- HTVは元々同時ネットであったが、2008年4月〜9月の間は30分先行ネットをしていた。同年10月よりytv制作のバラエティ番組『たかじんTV非常事態宣言』放送開始に伴い3日遅れの放送となった。
- TSBは当初1日遅れだった。

## スタッフ
- 構成：舘川範雄、金沢達也、AKO、桝本壮志
- TM：古川誠一
- TD・SW：鈴木健司、安藤康一、蔦佳樹、佐藤裕司、北折雅人
- カメラ：茅野竜徳、山内剛、北折雅人、木藤和久、吉田健治、鎌倉和由、東武志、赤澤知弘
- LD：小笠原雅登、真壁弘
- VTR：吉田崇、塩原和益、斉藤孝行、杉本裕治、矢込宏敬、三崎美貴、小澤郁爾、鈴木昭博、小野敏之、土屋隆
- VE：舘野真也、長倉茂樹、三山隆浩、高橋卓
- 音声：太田黒健至、白水英国、大越克人、大浦政宣、鈴木謙介
- 美術：日テレアート
- 美術デザイン：高津光一郎、熊崎真知子
- タイトルCG：守屋健太郎
- 編集：望月和哉
- MA：丸山晃
- 音効：松田創
- TK：中村ひろ子、桜井えみこ
- AP：大野眞奈美、伊藤真和
- デスク：寺田マユミ
- 音楽協力：日本テレビ音楽
- 制作協力：オフィス・ケーアール、Show-TV、えむ・ふぁ〜む、フォルミカ
- ディレクター：川口信洋、星野克己、大内勝、錦織信彦、橋本隆、豊永満、石塚郁洋、安達穣史
- 演出：江成真二
- プロデューサー：環真吾、遠藤正累、前田直敬 / 本橋武夫、鈴木昌利、大越理央
- チーフクリエーター：藤井淳（以前は総合演出→プロデューサー）

### 過去のスタッフ
- 構成：福田雄一、成実みつき、玉井貴代志
- LP：内藤晋
- 編集：市川貴裕
- 美術デザイン：中村桂子、塚越千恵
- スタジオCG：大竹潤一郎（〜2005年3月）
- ステージング：土居甫
- ディレクター：久木野大、榮裕士、梅沢正亮、阿部聡、久保田克重、大竹正高
- 演出：今井康則、徳永清孝
- プロデューサー：中村英明、南波昌人、金田有浩、中西健（以前は演出担当）
- チーフプロデューサー：土屋泰則

## 歴代テーマ曲
| 年月          | オープニングテーマ                                                  | エンディングテーマ                                                                |
| ------------- | ------------------------------------------------------------------- | --------------------------------------------------------------------------------- |
| 2004年 10月度 | 「Boom-Boom-Boom」 愛内里菜                                         | 「モノクロレター」 矢井田瞳                                                       |
| 2004年 11月度 | 「聖者が街にやってくる」 LITTLE                                     | 「君へカケル」 THE BOOGIE JACK                                                    |
| 2004年 12月度 | 「Scorpio」 TRAX                                                    | 「むすんでひらいて」 キンモクセイ                                                 |
| 2005年 1月度  | 「君と逢えた奇蹟」 day after tomorrow                               | 「OK,フルスロットル」 COOL JOKE                                                   |
| 2005年 2月度  | 「countdown」 SweetS                                                | 「君を連れて歩こう」 東真紀                                                       |
| 2005年 3月度  | 「関白」 SEAMO                                                      | 「ON THE RUN」 HOME MADE 家族                                                     |
| 2005年 4月度  | 「全力少年」 スキマスイッチ                                         | 「ココロノナイマチ」 ムック                                                       |
| 2005年 5月度  | 「Japanese Girl」 hitomi                                            | 「生きてこそ」 THE BOOGIE JACK                                                    |
| 2005年 6月度  | 「Eventful」 鈴木亜美                                               | 「大切な人」 植村花菜                                                             |
| 2005年 7月度  | 「十六度目の夏」 平川地一丁目                                       | 「蒼天に向かって」 ロードオブメジャー                                             |
| 2005年 8月度  | 「fairyland」 浜崎あゆみ                                            | 「Answer will come」 Kimeru                                                       |
| 2005年 9月度  | 「十六夜の月」 w-inds.                                              | 「花束を下さい」 福田沙紀                                                         |
| 2005年 10月度 | 「AROUND THE WORLD」 鈴木亜美                                       | 「Friday Party」 AAA                                                              |
| 2005年 11月度 | 「きみの て」 Every Little Thing                                    | 「空の庭」 orange pekoe                                                           |
| 2005年 12月度 | 「国民的行事」 KREVA                                                | 「wednesday」 清春                                                                |
| 2006年 1月度  | 「サルビアのつぼみ」 HOME MADE 家族                                 | 「Where to begin」 TRF                                                            |
| 2006年 2月度  | 「等身大のラブソング」 Aqua Timez                                   | 「エンドロール」 SOPHIA                                                           |
| 2006年 3月度  | 「YES!」 EXILE                                                      | 「好きです、好きです」 リュ・シウォン                                             |
| 2006年 4月度  | 「シャボン玉Days」 Aqua Timez                                       | 「VS」 misono                                                                     |
| 2006年 5月度  | 「一筋の軌跡」 ゴスペラーズ                                         | 「Miracle」 HAYABUSA                                                              |
| 2006年 6月度  | 「The Rainbow Star」 ENDLICHERI☆ENDLICHERI                          | 「MY GIRLS」 May J.                                                               |
| 2006年 7月度  | 「+MILLION but -LOVE」 堂本光一                                     | 「コミュニケイション」 高橋瞳                                                     |
| 2006年 8月度  | 「メリメリ 〜I WANNA MERRY MERRY YOU〜」クレイジーケンバンド        | 「恋の片道切符」 FUNKY MONKEY BABYS                                               |
| 2006年 9月度  | 「午後のパレード」 スガシカオ                                       | 「Think of U」 宮川愛                                                             |
| 2006年 10月度 | 「I Say Yeah!」 PUSHIM, RHYMESTER, HOME MADE 家族, マボロシ, May J. | 「ダズリングスープ」 SHAKALABBITS                                                 |
| 2006年 11月度 | 「I'm a lady 〜じれったい私〜」 時東ぁみ                            | 「Possession」 JYONGRI                                                            |
| 2006年 12月度 | 「千の夜をこえて」 Aqua Timez                                       | 「SPIRAL WORLD」 LAST ALLIANCE                                                    |
| 2007年 1月度  | 「ミソスープ」 テゴマス                                             | 「Forever Friends」 D-51                                                          |
| 2007年 2月度  | 「道」 EXILE                                                        | 「霙 -mizore-」 サガユウキ                                                        |
| 2007年 3月度  | 「Getting Funky!」 JYONGRI                                          | 「真昼の月」 音速ライン                                                           |
| 2007年 4月度  | 「ミセカケの I Love you」 上木彩矢                                  | 「女子たちに明日はない」 チャットモンチー                                         |
| 2007年 5月度  | 「ちっぽけな勇気」 FUNKY MONKEY BABYS                               | 「ナミダ工場」 蝉時雨                                                             |
| 2007年 6月度  | 「夏のそのせい」 KEN-U                                              | 「恋愛の十ヶ条」 POSSIBILITY                                                      |
| 2007年 7月度  | 「very special!!」 サンボマスター                                   | 「イェイ・イェイ・イェイ」 カラーボトル                                           |
| 2007年 8月度  | 「俄然Yeah!」 mihimaru GT                                           | 「オアシス」 Bahashishi                                                           |
| 2007年 9月度  | 「24karats -type S-」 Sowelu, EXILE, DOBERMAN INC                   | 「VS」 Miss Monday                                                                |
| 2007年 10月度 | 「電照菊」 かりゆし58                                               | 「このは」 ナイトメア                                                             |
| 2007年 11月度 | 「Drag On」 LAST ALLIANCE                                           | 「Rock a Nova e.p.」 SUEMITSU & THE SUEMITH                                       |
| 2007年 12月度 | 「NIGHT PARADE」 FLOW ∞ HOME MADE 家族                              | 「Termination」 9mm Parabellum Bullet                                             |
| 2008年 1月度  | 「BE FREE」 GReeeeN                                                 | 「WARP」 monobright                                                               |
| 2008年 2月度  | 「Astrogation」 水樹奈々                                            | 「SIXTEEN GIRL」 KELUN                                                            |
| 2008年 3月度  | 「春風LOVER SONG」 CHERRYBLOSSOM                                    | 「パラレル」 安藤裕子                                                             |
| 2008年 4月度  | 「春」 中孝介                                                       | 「Boyfriend／Girlfriend」 田中ロウマ feat. melody.                                |
| 2008年 5月度  | 「Supernova」 9mm Parabellum Bullet                                 | 「雨傘物語」 森翼                                                                 |
| 2008年 6月度  | 「VERB」 GLAY                                                       | 「THE BUNGY」 NICO Touches the Walls                                              |
| 2008年 7月度  | 「music♪」 九州男                                                   | 「Love Smile」 PINKLOOP                                                           |
| 2008年 8月度  | 「爪爪爪」 マキシマムザホルモン                                     | 「闇の国のアリス」 D                                                              |
| 2008年 9月度  | 「Come Back Home」 HOME MADE 家族                                   | 「世界は踊る」 BREAKERZ                                                           |
| 2008年 10月度 | 「新しい季節へキミと」 エレファントカシマシ                         | 「逢いたいから....」 12012                                                        |
| 2008年 11月度 | 「Miss you」 COLOR                                                  | 「NIGHT WING」 工藤静香                                                           |
| 2008年 12月度 | 「涙」 Sonar Pocket                                                 | 「Friend」 愛内里菜                                                               |
| 2009年 1月度  | 「どこ」 木村カエラ                                                 | 「The Light feat.Kj from Dragon Ash, 森山直太朗, PES from RIP SLYME」 Miss Monday |
| 2009年 2月度  | 「Last Love Letter」 チャットモンチー                               | 「THE SUN」 BINECKS                                                               |
| 2009年 3月度  | 「桜」 FUNKY MONKEY BABYS                                           | 「君想う花」 ET-KING                                                              |
| 2009年 4月度  | 「Seeds of dream」 GIRL NEXT DOOR                                   | 「ずっとそばに…」 Metis                                                           |
| 2009年 5月度  | 「名前の無い色」 藍坊主                                             | 「会いたくて」 彩冷える                                                           |
| 2009年 6月度  | 「Brave vibration」 土屋アンナ                                      | 「SUNSET」 Naifu                                                                  |
| 2009年 7月度  | 「SUMMER RIDER」 DA PUMP                                            | 「たぶんきっと」 YA-KYIM                                                          |
| 2009年 8月度  | 「夏物語」 彩冷える                                                 | 「LUV feat. 大地」 詩音                                                           |
| 2009年 9月度  | 「WEDGE」 LAST ALLIANCE                                             | 「へんじがない、ただのしつれんのようだ。」 桃井はるこ                             |
| 2009年 10月度 | 「夢見るつばさ」 SCANDAL                                            | 「KONAYUKI」 阪井あゆみ                                                           |
| 2009年 11月度 | 「冷たい雨」 Every Little Thing                                     | 「地球の歩き方」 九州男                                                           |
| 2009年 12月度 | 「トキドキセカイ」 WEAVER                                           | 「Slow Luv feat. Kayzabro（DS455），詩音」 DJ☆GO                                  |
| 2009年 12月度 | 「トキドキセカイ」 WEAVER                                           | 「誰より好きなのに」Tiara                                                         |
| 2010年 1月度  | 「キミがおしえてくれた事 feat. SEAMO」 Tiara                        | 「BRAVE HEART feat. 西野カナ」 NERDHEAD                                           |
| 2010年 2月度  | 「Best Friend」 西野カナ                                            | 「2次元銀河」 WEAVER                                                              |

## その他
- 地上デジタル放送ではハイビジョン画質（画面サイズが16:9）で音楽番組の制作も行われているが、当番組の場合、当初音楽制作者連盟と著作権・肖像権の問題で折り合いが付かず、ハイビジョン画質での放送は2006年4月7日から開始された。ただし、同時ネットされていない地域では標準画質（画面サイズが4:3）での放送となっている。